# Sofia Hultén
Sofia Hultén, född 1972 i Stockholm, är en svensk installations- och videokonstnär. 
Sofia Hultén växte upp i Birmingham i Storbritannien under en epok med stor industriell tillbakagång där. Hon utbildade sig på Sheffield Hallam University i Sheffield 1997.
År 2011 tilldelades hon Moderna Museets Vänners Skulpturpris.
Hon är verksam i Berlin. 
| ”                 | Sofia Hultén ... arbetar i den postindustriella andan ... finner hon sitt arbetsmaterial i det bortbleknande industrisamhällets sopor. Exempelvis containers på byggarbetsplatser erbjuder henne en outsinlig källa både till idéer och konkret gestaltning. Samtidigt nöjer hon sig inte med att “bara” förädla de bortkastade prylarna genom att flytta in dem i gallerirummets vita kub. Hon har ett budskap som är djupare än så, och som sträcker sig långt bortom den ytliga kommentaren av samhällets slit-och-slängmentalitet. | „ |
| – Anders Olofsson | |   |